# Bdelyrus peruviensis
Bdelyrus peruviensis là một loài bọ cánh cứng trong họ Bọ hung (Scarabaeidae).